# Centre de propagande des républicains nationaux

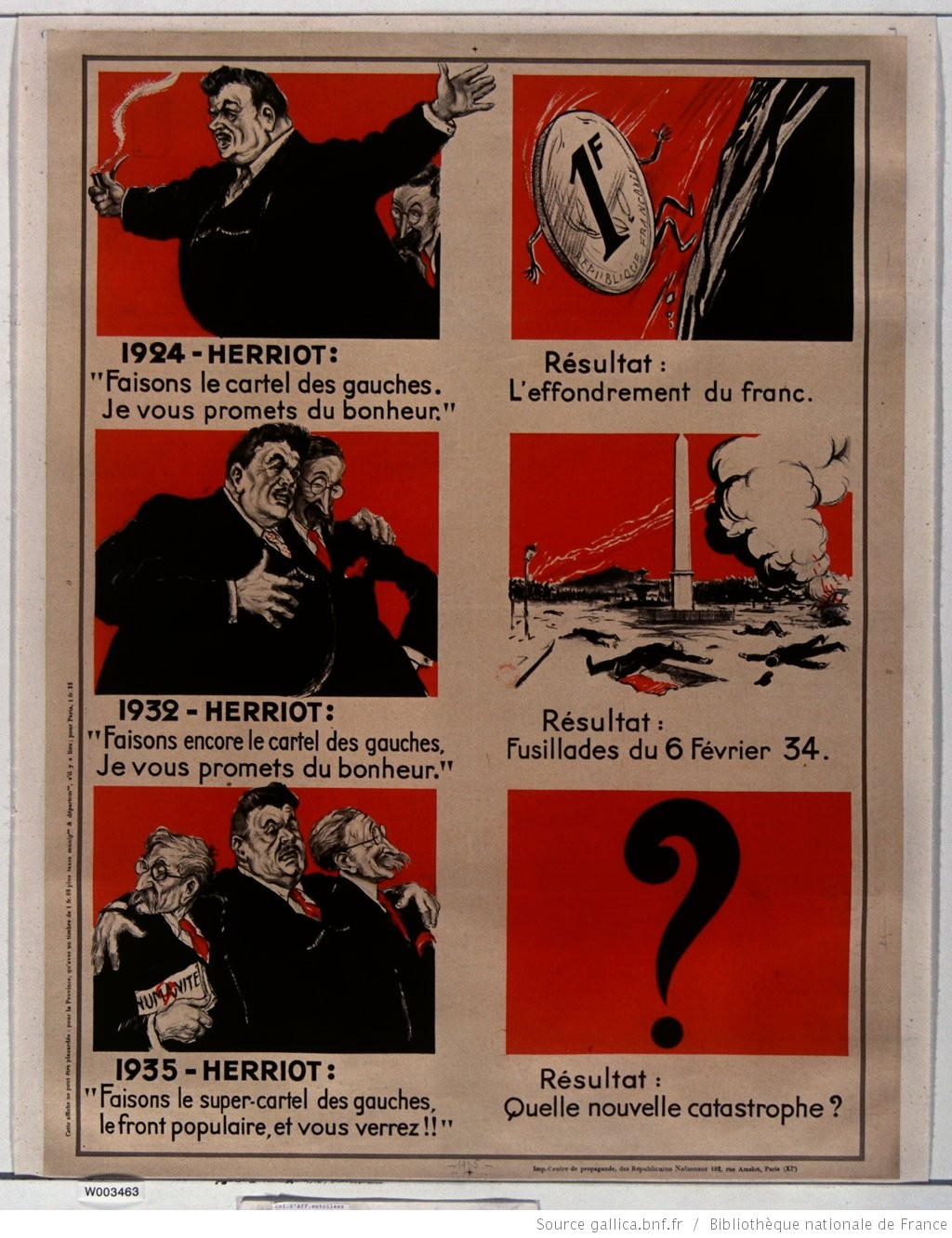
Affiche de 1936 du Centre de propagande des républicains nationaux dénonçant les expériences cartelliste (1924), néo-cartelliste (1932) et de Front populaire. Est particulièrement visée la figure du radical Herriot.

Le Centre de propagande des républicains nationaux est une organisation politique française de la droite modérée, active dans l'entre-deux-guerres. Fondé en 1926 à l'initiative d'Henri de Kérillis, il avait pour but de donner aux formations de la droite parlementaire un soutien tactique et logistique en vue de remporter les échéances électorales.
Le Centre s'est particulièrement illustré dans la création d'affiches antisocialistes et anticommunistes.

## Histoire

### Contexte
Dans les années 1920, la droite parlementaire est éclatée en diverses formations (Fédération républicaine, Alliance démocratique, Radicaux indépendants...) qui peinent à s'entendre et à parler d'une même voix devant l'électorat, d'autant qu'il existe des ligues qui participent aussi au combat politique contre les partis de gauche (Ligue républicaine nationale, que Kerillis aurait voulu voir disparaître, Ligue des patriotes, Jeunesses patriotes notamment). Surtout, la modernisation de la vie publique demande au personnel politique de trouver de nouvelles méthodes d'approche pour convaincre l'électeur: ne plus attendre les dernières semaines précédant les élections pour mener la propagande, animer les multiples comités électoraux.
Les modérés ont subi un cuisant échec électoral en 1924 face à leurs adversaires de gauche qui ont réussi à s'unir au sein d'un Cartel. Henri de Kérillis, alors jeune journaliste à L'Echo de Paris, subit lui-même une défaite lors d'une élection partielle en 1926. Constatant la déshérence des moyens de propagande de sa famille politique qui contraste avec l'énormité des moyens financiers et matériels des partis britanniques et américains qu'il a pu observer au cours d'un voyage d'études, il décide de lancer une organisation capable de surmonter cette carence. Il s'agit dès lors de pouvoir répondre à l'adversaire mais aussi de pouvoir construire un message commun à la droite. Kérillis est alors membre du conseil national de la Fédération républicaine de Louis Marin et des Jeunesses patriotes de Pierre Taittinger.

### Implications dans la vie politique
Le Centre bénéficie de l'appui du quotidien L'Écho de Paris, dont Kérillis est le chef des informations politiques. Ce journal publie les mots d'ordre de Kérillis, les listes de souscription, les annonces des réunions, une page spéciale à partir de décembre 1934. Il a reproduit à ses débuts des affiches du Centre. Son directeur, Henry Simond, participe à la gestion des fonds recueillis. Outre Kerillis, des animateurs du Centre collaborent au quotidien, comme Raymond Cartier ou Louis de Chauvigny.
Le Centre participe aux élections législatives de 1928, 1932 et 1936. Il procure également un soutien logistique pour les scrutins moins importants, comme les élections cantonales. Son activité est dénoncée par les organisations de gauche, qui taxent Kerillis de « fasciste ». Il collabore avec les élus et les délégués des partis nationaux, et avec les ligues, notamment avec les Jeunesses patriotes, à qui Kerillis adresse la somme de 50 000 francs après la Crise du 6 février 1934 pour « manifester sa sympathie ardente et son aide aux JP en deuil ».

Toutefois, il a dû affronter « les résistances tenaces d'une certaine routine électorale, d'un certain individualisme politique particulier à notre pays », de la part des partis de droite et des candidats aux élections, rétifs à l'idée de devoir partager leur pouvoir dans leurs circonscriptions. Des comités ont tardé à s'intéresser au Centre, tels les comités conservateurs de Maine-et-Loire. À Toulouse, fief radical, il faut attendre 1936 pour qu'un comité soit mis en place. Kerillis a souvent déploré dans ses articles la trop faible implication des élites. Par exemple, en 1929, il souligne le cas d'un industriel du Nord de la Meurthe-et-Moselle, le baron Fernand d'Huart, qui se dévoue pour le Centre mais qui rencontre l'incompréhension de ses collègues, attachés à des pratiques traditionnelles. Les articles véhéments de Kerilis dans l'Echo de Paris, ses prises de position, ses dénonciations des candidats qui ne respectent aucune discipline face aux gauches, ses critiques des insuffisances des partis politiques républicains nationaux qui « végètent lamentablement » et ses appels à la formation d'un parti de droite unifié ont pu être mal accueillis. Les rapports difficiles entre Kerillis et Louis Marin au sein de la Fédération républicaine ont pu entraver aussi l'essor du Centre. En outre, Kérillis reconnaît que des hommes de droite « doutent de  l'efficacité de notre effort, discutent, critiquent, jalousent notre œuvre ». Il écrit encore en 1935: 

« Ma conception était purement légaliste. Je voulais orienter les cadres nationaux vers les nécessités de la propagande politique, les amener à regarder en face les réalités électorales, les détourner des notions de parti étroites, périmées et égoïstes, cultivées par M. Louis Marin et autres anciens. Dieu sait si j'ai été combattu, maltraité, injurié surtout dans le camp des droites. »

Début 1936, il déplore encore la désunion des partis nationaux face au communisme et à l'union des gauches, note que le succès croissant des ligues ne « facilite pas la cohésion » et souligne leur « mépris affiché  pour les institutions électorales et parlementaires, mépris qui n'incite guère leurs adhérents à se jeter à corps perdu dans la lutte actuelle ».
Son activité perd en intensité à la fin des années 1930, particulièrement après les élections de 1936, même s'il participe encore aux élections cantonales de 1937 et si le cours d'orateurs continue en 1937 et 1938. Kerillis organise un meeting salle Wagram en juin 1937 pour « le sauvetage » du Centre, après que lui et Henry Simond ont démissionné de l'Echo de Paris. Kerillis exhorta les comités régionaux d'envoyer un représentant : 67 seraient venus. Outre Kerillis, ont pris la parole les députés de Paris Jean Fernand-Laurent et Noël Pinelli, Albert Naud et Jean Legendre, délégué à la propagande du Centre. Kerillis bénéficie de la tribune d'un nouveau quotidien parisien, L'Epoque, mais son tirage est moindre que celui de l'Echo de Paris. Alors qu'il enjoint à ses partisans de subventionner ce nouveau quotidien, il tient un autre meeting en février 1938, aux côtés de Fernand-Laurent, Jean Legendre et Pierre Poussard.
Le déclin du CPRN tient à plusieurs raisons, globalement liées à la figure centrale de son directeur: Henri de Kérillis. Ce dernier engage le Centre dans l'inefficace Front de la Liberté de Jacques Doriot. Il faut aussi ajouter que Kerillis se marginalise au sein de la droite en prenant des positions anticonformistes pour l'époque, notamment en matière de politique étrangère: il est partisan d'une l'alliance militaire avec l'URSS contre l'Allemagne et est fermement antimunichois. Ses adversaires affirment que ses prises de position rejoignent celles des communistes et des Juifs. D'un autre côté, le Centre de propagande des républicains nationaux voit aussi certains de ses membres glisser vers d'autres organisations politiques qui ont intégré ses méthodes, tel Jean Legendre qui gagne le Parti social français.

## Une machine électorale au service de la droite modérée
Le CPRN commence son activité dès octobre 1926, avec la fondation d'une première agence électorale à Paris, présidée par le vice-amiral Jean-François-Charles Amet. Deux autres agences ouvrent ensuite à Paris, dont l'agence centrale de la rue Amelot en janvier 1927, puis une autre, dans la banlieue parisienne, à Vincennes, mais elle n'eut qu'une existence éphémère. André Maginot vient les visiter en 1927, et se fait expliquer le fonctionnement du Centre. Le CPRN dispose de 4 agences à Paris à partir de janvier 1928, mises en place sous la supervisision du vice-amiral Amet. Kerillis a multiplié les articles dans l'Echo de Paris et les conférences pour faire connaître son œuvre: réunions privées ou meetings, de la Fédération républicaine ou des Jeunesses patriotes.
Le siège central du Centre de propagande des républicains nationaux est installé au 102 de la rue Amelot, dans le 11e arrondissement de Paris. Il emploie une douzaine de salariés permanents, et des collaborateurs occassionnels. « Autour du Centre, écrit Kerillis en 1937, gravite un monde de correspondants, de militants, d'assidus de nos 40 cours d'orateurs de province, de comités politiques ( plus de 400 ), de petits journaux politiques de province ( également plus de 400 ),(...) ( soit ) plus de 70 000 hommes et femmes ». Un bulletin mensuel, le Bulletin des propagandistes républicains-nationaux, tiré à 25 000 exemplaires en 1937, sert d'agent de liaison entre les centres locaux. Kerillis a préconisé la collaboration des partis nationaux à l'échelle départementale tout en insistant sur le fait que « l'organisation départementale ne doit relever d'aucun parti politique existant », ce qui a été loin d'être le cas. Dans les années 1930, trois centres régionaux existent, à Lyon, Bordeaux et Dijon, ainsi que des comités départementaux, comme à Amiens, Reims ou Tours, et des comités locaux. Dans la ceinture rouge des banlieues de Paris contrôlées par les communistes, des comités existent aussi, avec des militants qui, en 1934, sont souvent membres des ligues (Jeunesses patriotes, Croix de feu ou Solidarité française).
Ses activités se déclinent sur plusieurs modes :  
- S'assurer du bon déroulement des élections: vérification des listes électorales[36], conseils aux candidats, aide juridique
- Un service de documentation et d'archives permet de nourrir les argumentaires des brochures et des conférenciers. Jean Legendre, Albert Naud et Raymond Cartier en ont été chargés[37].
- L'édition de brochures qui visent à unifier le discours de la famille modérée. Elles permettent également de donner aux candidats un contre-argumentaire aux programmes proposés par la gauche. Elles sont rédigées par les animateurs du Centre, et aussi, en 1928, par des parlementaires amis de Kerillis, en fonction de leurs spécialités : Charles de Lasteyrie, Paul Reynaud, André François-Poncet[38].
- La production et la distribution de tracts ou d'affiches de grand format, généralement d'inspiration anticommuniste ou nationaliste. Elles restent les œuvres les plus connues de l'organisation. Dans ce domaine, Kérillis s'entoure d'illustrateurs de renom tel André Galland ou de jeunes talents comme le caricaturiste de l'Echo de Paris Sennep[39]. Les tracts peuvent être distribués à des électeurs ciblés, grâce à la confection de listes[40]. Les tracts sont envoyés de Paris par des militants bénévoles. En province, les affichages du CPRN ont été réalisés à ses débuts par des lecteurs de l'Echo de Paris, des militants isolés, des militants et des dirigeants locaux des Jeunesses patriotes[41], des comités politiques, de la Ligue républicaine nationale ou de la Fédération républicaine, de parlementaires ou d'anciens élus, comme Charles Vavasseur dans l'Indre-et-Loire[42].
- Le Centre dispense des cours d'orateurs pour former les futurs candidats et les conférenciers du Centre, tels Albert Naud, Michel Brille, Raymond Cartier ou Jacques Bourin[43]. La première série de cours s'étendit sur une dizaine de jours en novembre 1927: visite de l'agence, cours de diction, exposés, apprentissage de la réunion publique, conseils et exercices pratiques, conférences données par Kerillis, par des hommes politiques (Paul Reynaud, Pierre de Monicault, Michel Missoffe, Charles de Lasteyrie, Camille Cautru), par le militant anticommuniste Gustave Gautherot, par le journaliste Pertinax (André Géraud) de l'Echo de Paris, par les avocats Henri-Robert et de Vathaire[44]. Ces cours deviennent réguliers à partir de janvier 1928. Ils sont animés à Paris par un cadre des Jeunesses patriotes, Emile Bergeron. Kerillis, qui y intervient, a voulu faire de ces cours un « véritable institut de politique républicaine-nationale », d'où des conférences données par des hommes politiques comme André Tardieu - il a présidé sa séance de rentrée en janvier 1934[45]-, Paul Reynaud, Pierre Taittinger, Jean Ybarnégaray, Henry Franklin-Bouillon, des écrivains et professeurs comme André Maurois, André Siegfried, Paul Hazard, Bernard Faÿ, des journalistes français et étrangers comme Pertinax, Claude-Joseph Gignoux, Wickham Steed, ancien directeur du Times[46]. Pour les élections de 1936, le Centre organise un stage pour les candidats aux élections, animé par Kerillis, Rome, Legendre, Naud, Cartier, Poussard, Romazzotti, Pierre de Monicault et Charles de Lasteyrie[47]. Des cours semblables sont fondés en province par des comités locaux du CPRN, comme à Lyon, Dijon, Amiens ou Melun en 1931[48]. En 1934, une Fédération française des cours de conférenciers et de documentation est constituée sous la présidence de Pierre de Monicault, avec le commandant Sayet et le délégué à la propagande des Jeunesses patriotes, René Richard, comme conseillers techniques[49]. Elle tient son premier congrès en 1936 à Nantes, avec la collaboration des cadres locaux des Jeunesses patriotes; elle rassemble alors 121 groupements adhérents[50]. Il existe 30 cours d'orateurs et centres de documentation début 1935 en province[51].
- Kerillis et les autres orateurs du Centre ont participé à de très nombreuses réunions électorales et réunions de propagande privées ou publiques[52]. Le Centre a tenu pour son propre compte quelques réunions à Paris, par exemple en février 1928, à la salle Wagram, avec le concours d'André Maginot, président de la Ligue républicaine nationale, ou dans la même salle en 1931[53]. Un banquet réunit en 1934 à la Mutualité, Kérillis, Paul Reynaud, Jean Ybarnégaray, Georges Scapini, Albert Naud et Pierre Pitois comme orateurs, ainsi que 11 anciens ministres, 62 députés, 12 sénateurs, 28 conseillers municipaux de Paris, des représentants des partis nationaux et des ligues (Jeunesses patriotes et Solidarité française), des militants de province, des élèves du cours d'orateurs, des donateurs de l'industrie et du commerce[54]. Son dixième anniversaire a donné lieu à un congrès, présenté de façon plutôt discrète par l'Écho de Paris[55].
- Un service de presse fait le lien avec les périodiques « nationaux » de province à partir de 1932. Tiré à l'origine à 50 exemplaires, il est publié à 300 exemplaires en 1934[56]. Le CPRN collabore avec une Fédération française des périodiques républicains-nationaux, constituée en 1933 lors d'un congrès à Chambéry; elle est animée par Georges Riond et présidée par Raymond Gillet. Elle change de nom en 1937 pour devenir le syndicat des journaux et périodiques des départements[57].
- Le CPRN fait appel à ses militants et sympathisants pour souscrire des abonnements de propagande à L'Echo de Paris; le quotidien est alors envoyé gratuitement à des électeurs jugés intéressants, surtout à partir de 1934[58].
- Le CPRN utilise en outre des techniques modernes pour l'époque, radio et cinéma, à partir de 1931[59].

Le CPRN est financé par des souscriptions, publiées dans L'Écho de Paris: des gros dons de plusieurs dizaines de milliers de francs, de donateurs en général anonymes - à quelques exceptions près, comme celles de Georges Lesieur ou Louis Charles Breguet en 1927 -, et un flot de petits dons, recueillis par les animateurs du Centre et par des collectes, à la suite des appels du quotidien et aux lettres envoyées par le Centre à ses soutiens. Les fonds sont gérés par un conseil d'administration des fonds de propagande comprenant Kérillis, le vice-amiral Amet, Henry Simond, le général Morgon - qui avec son épouse aide financièrement le Centre - , l'avoué André Wateau et le professeur de médecine Jean-Louis Faure (chirurgien). Le Centre recueille chaque année 2 à 3 millions de francs, et jusqu'à 4 à 5 millions par année électorale. « Aidé financièrement par un important groupement », le Centre a fait apposer sa première affiche anticommuniste en juin 1927 à Paris et en banlieue. En 1936, Kerillis revendique près de 40 000 souscripteurs depuis les débuts du Centre.

## Thèmes abordés
Le Centre de propagande des républicains nationaux déploie moins une plateforme de propositions communes aux formations de droite qu'un discours négatif qui repose surtout sur la délégitimation de l'adversaire de gauche. Ce dernier est perçu comme un potentiel destructeur de l'ordre et de la société française. Cette vision est particulièrement palpable à travers la dramatisation poussée de l'image et du texte. Son inspiration dépasse le cadre de la droite modérée pour chercher dans l'extrême-droite extraparlementaire (Jeunesses Patriotes, Croix-de-Feu) un certain nombre de thématiques: nationalisme, xénophobie, anticommunisme. Il dénonce aussi le danger allemand et milite pour une réforme de l'État dans les années 1930.

### Exemples d'affiches éditées par le Centre de propagande des républicains nationaux

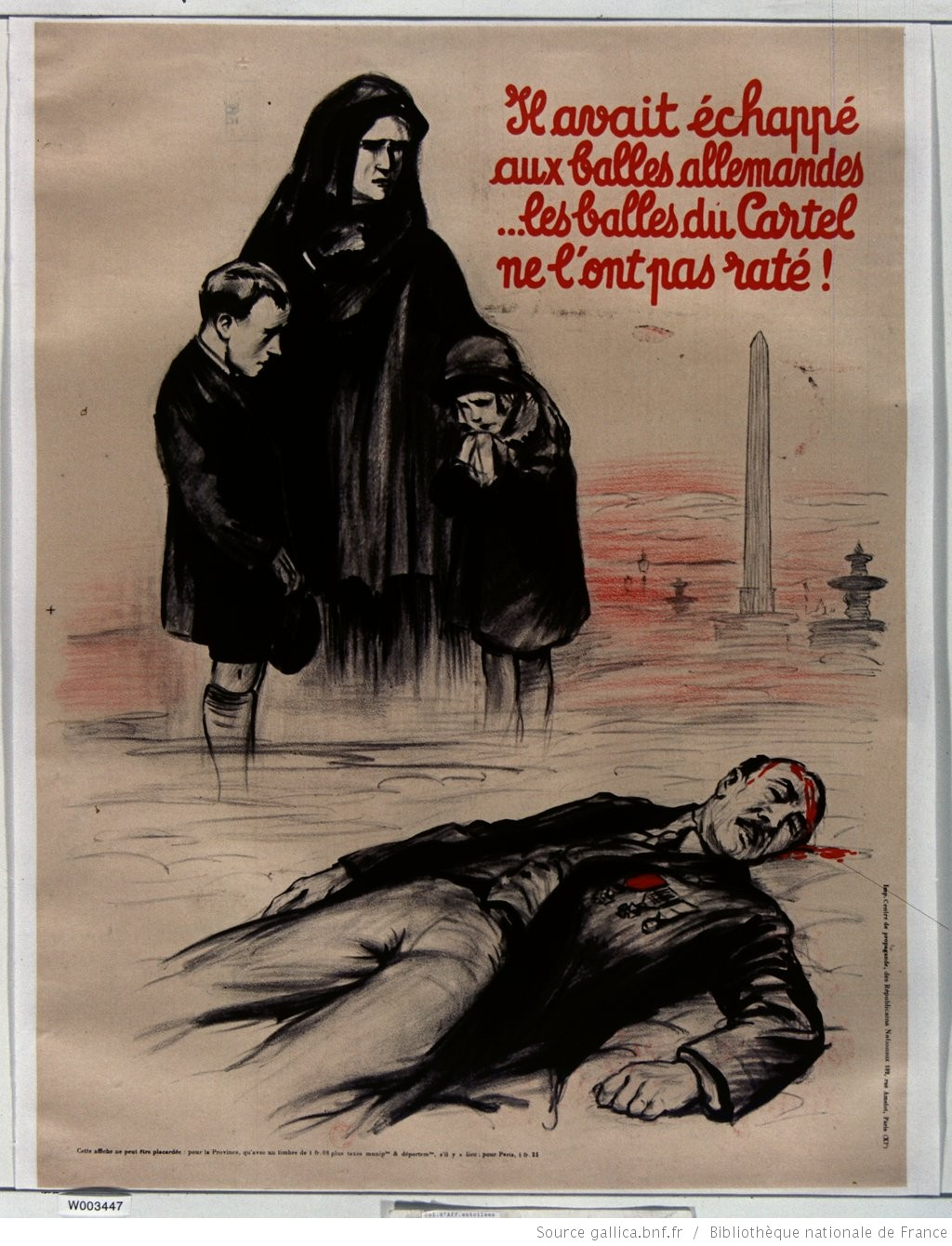
Affiche éditée entre 1934 et 1936 à la suite des manifestations du 6 février 1934.
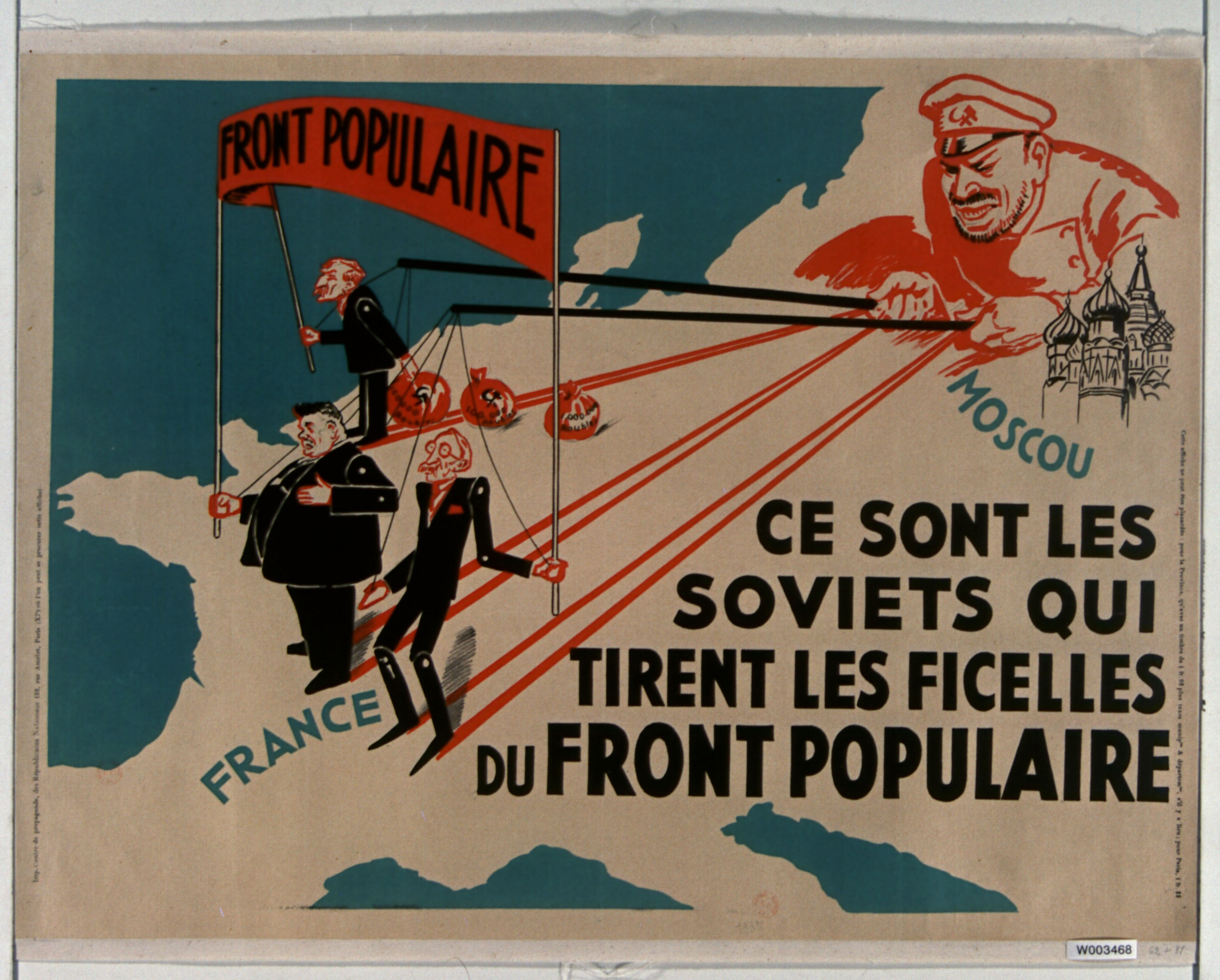
Affiche de 1936 anti-Front populaire.
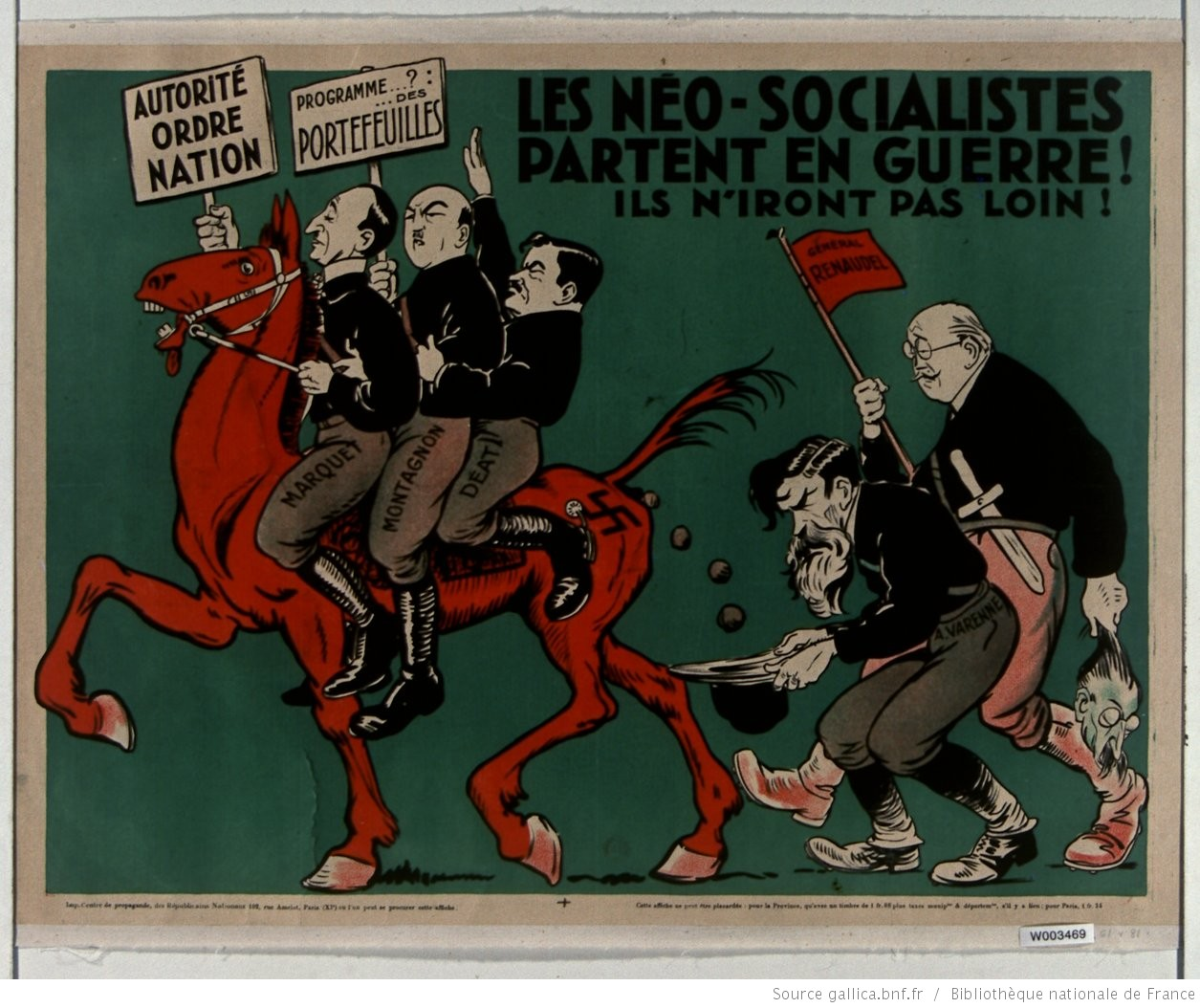
Affiche de 1936 contre les néo-socialistes.
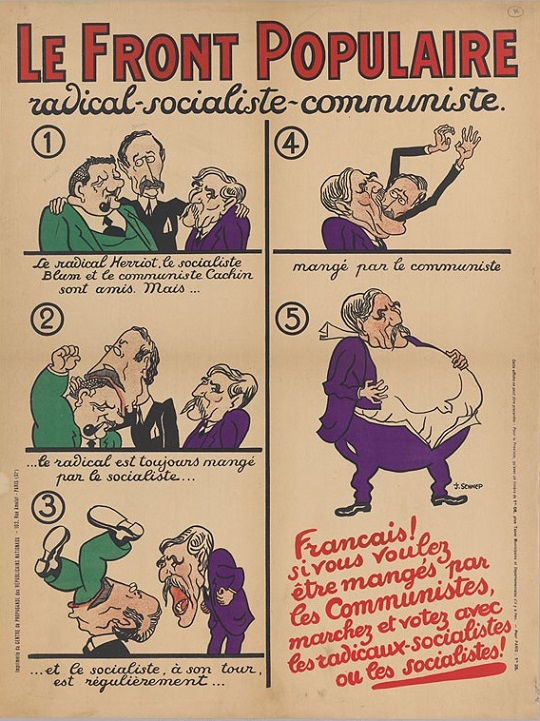
Affiche de 1936 anti-communiste.

### Publications
Publications :
- Georges Gautier, Les principaux scrutins de la XIVe législature, du 1er juin 1928 au 15 juillet 1931, (Première partie), Paris, Centre de propagande des républicains nationaux , 1931, 160 p.
- Ibid., Le ministère Doumergue, Centre de propagande des républicains nationaux, 1935, 95 p.
- Ibid., Bilan de la XVe législature, Centre de propagande des républicains nationaux, 1936[69].
- 6 février 1934, Paris, Centre de propagande des républicains nationaux, 1934, 20 p.
- Marcel Delion, La crise économique, Centre de propagande des républicains nationaux, 1931.
- Ibid., Guide pratique du militant, Centre de propagande des républicains nationaux, 1932.
- Ibid., Le communisme, Centre de propagande des républicains nationaux, 1935.
- Ibid., Le parti communiste français, la IIIe Internationale et l'URSS, Centre de propagande des républicains nationaux, 1936, 155 p[69].
- Ibid., ,L'Expérience soviétique et le communisme français, Centre de propagande des républicains nationaux, vers 1937.
- Raymond Cartier, Le désarmement, Centre de propagande des républicains nationaux, 1932.
- Ibid., Histoire du radicalisme, Centre de propagande des républicains nationaux
- Ibid., Histoire du socialisme, Centre de propagande des républicains nationaux
- Jean Legendre, Pour lutter contre le Front populaire : les élections législatives de 1936, Paris, Centre de propagande des Républicains nationaux, 1936, 237 p[70].
- Ibid., Questions à poser aux adversaires, Centre de propagande des républicains nationaux, 64 p[69].
- Ibid., Les Naufrageurs de France, la faillite du Front populaire, Paris, Centre de propagande des Républicains nationaux, vers 1938, 35 p.
- La France isolée face à l'Allemagne, Paris, Centre de propagande des républicains nationaux, vers 1937, 23 p.
- Ibid., Mensonges communistes, Centre de propagande des républicains nationaux, vers 1937
- Ibid., Le communisme aux deux visages, Centre de propagande des républicains nationaux, vers 1937
- Ibid., Bobards électoraux, Centre de propagande des républicains nationaux, vers 1937
- Albert Naud, Conférence-type anti-socialiste, Centre de propagande des républicains nationaux, 2e éd., 1930.
- Ibid., Questions embarrassantes à poser aux communistes, Centre de propagande des républicains nationaux, 1932.
- Ibid., Questions embarrassantes à poser aux radicaux, Centre de propagande des républicains nationaux, 1932.
- Ibid., L'organisation internationale de la paix, Centre de propagande des républicains nationaux, 33 p.
- Ibid., La Société des Nations, Centre de propagande des républicains nationaux, 1933, 48 p.
- Ibid., Qu'est-ce que le parti agraire ?, Centre de propagande des républicains nationaux
- Ibid., Mussolini et le fascisme, Centre de propagande des républicains nationaux
- Ibid., Hitler et le national-socialisme, Centre de propagande des républicains nationaux
- Pierre Pitois, Documents sur le socialisme et arguments pour le combattre, Centre de propagande des républicains nationaux, 1932.
- Ibid., Les buts politiques de la Ligue des droits de l'homme, Centre de propagande des républicains nationaux, 1935.
- Ibid., Pour combattre l'imposture socialiste, Centre de propagande des républicains nationaux, 224 p[69].
- Louis de Chauvigny, Les batailles électorales de la IIIe République, Centre de propagande des républicains nationaux, 1932.
- Pierre Poussard, L'Antifascisme, Paris, Centre de propagande des républicains nationaux, 1936, 23 p.
- F. de Vathaire, Guide de l'électeur[71]
- Ibid., Guide des pérations électorales, Centre de propagande des Républicains nationaux
- Ibid., Guide du candidat, Centre de propagande des Républicains nationaux
- Ibid., Guide pratique de l'électeur, Centre de propagande des Républicains nationaux
- Fernand Feugère, Interventions et votes individuels des députés du Front populaire, Centre de propagande des républicains nationaux, 1936, 198 p[69]
- Ibid., Les élections municipales, Centre de propagande des républicains nationaux, 1935
- Jacques de Menditte, Ce qu'il faut savoir sur la CGT, Centre de propagande des républicains nationaux, vers 1937
- Eloi Peyrou, L'Office du blé, Centre de propagande des républicains nationaux, vers 1937
- Aurélien Rome, Ce qu'il faut savoir sur l'expérience Blum, Centre de propagande des républicains nationaux, vers 1937

.

## Principaux animateurs

### Animateurs parisiens
- Henri de Kérillis
- Amiral Jean-François-Charles Amet
- Georges Gautier, secrétaire général, journaliste, ancien secrétaire général adjoint de la Ligue républicaine nationale et ancien attaché à la propagande au début des années 1920 de l'Alliance démocratique quand ce parti portait le nom de Parti républicain démocratique et social[72]
- Marcel Delion, directeur des agences de la Seine, secondé par Louis de Chauvigny, Robert Voisenet et Feugère. Secrétaire général de la première agence parisienne en 1926, Delion est en 1926 un jeune docteur en droit, membre du bureau des Jeunesses républicaines nationales et adhérent des JP. Il va être aussi le secrétaire du comité d'entente et d'arbitrage des républicains nationaux de la région parisienne, constitué à l'initiative de Kérillis pour les élections législatives de 1936[73]
- commandant Sayet, directeur des services de province, secondé par Aurélien Rome[74]
- Emile Bergeron, directeur du cours d'orateurs parisien et orateur, membre du comité directeur des Jeunesses patriotes. Bergeron, né en 1883 à Limoges, professeur de lettres au collège Chaptal et au collège libre des sciences sociales, est alors l’un des principaux orateurs des JP, tant à Paris qu’en province. Il dirige de 1924 à 1929 l’hebdomadaire Le Réveil français, spécialisé dans la dénonciation du communisme et plus encore de la franc-maçonnerie. Il milite ensuite au PNRS, avatar des JP, à l'Union générale des fonctionnaires de France, à la Société des Amis de la Russie nationale et anime L’Alerte, sous-titré « Centre de défense et d’action nationale contre l’école unique », fondé en 1935 et financé par des industriels comme Georges Laederich[75].
- Henry Simond, directeur de l'Echo de Paris puis de L'Époque, membre du conseil d'administration
- André Wateau, avoué au tribunal de la Seine, membre du conseil d'administration à partir de mai 1927, ancien membre comme Kérillis du comité directeur de la Ligue des chefs de section[76].
- Général Morgon, membre du conseil d'administration, vice-président de la SA des Ets A. Mahieu, entreprise textile de 500 ouvriers à Armentières dont le conseil d'administration est présidé par son épouse. Le couple contribue au financement du CPRN[77]
- Jean-Louis Faure (chirurgien), professeur de médecine, membre du conseil d'administration, président de la Ligue civique
- Jean Gautier, avocat, secrétaire général de la deuxième agence du Centre. Mutilé de guerre, Jean Gautier est un ancien attaché de cabinet de Léon Bérard et un ancien sous-préfet, démissionnaire en 1924 pour ne pas « soutenir la politique du cartel des gauches du gouvernement (...), sous le contrôle de M. Léon Blum. » Il a été candidat aux élections municipales en 1925 dans le 16e arrondissement[78]
- Pierre de La Grèverie, secrétaire général de la troisième agence, lieutenant-colonel en retraite (décédé en 1929)[79].
- Jean Legendre, animateur du cours d'orateurs de Versailles, candidat aux législatives de 1936 à Senlis[80]
- Raymond Cartier, journaliste à L'Écho de Paris, orateur
- Louis de Chauvigny, premier secrétaire général des cours d'orateurs, élu conseiller d'arrondissement du Loir-et-Cher en 1934, puis conseiller général, candidat malheureux aux législatives de 1936 à Vendôme, membre de l'Alliance démocratique (démissionnaire de ce parti en 1938, pour protester contre l'attitude de Pierre-Étienne Flandin au moment de Munich)[81]
- Albert Naud, avocat, animateur du cours d'orateurs de Versailles[82]
- Pierre Poussard, orateur, candidat aux législatives de 1932 dans le Morbihan contre Eugène Raude, sans succès[83]
- François de Vathaire, avocat, docteur en droit, responsable du service du contentieux électoral, avocat-conseil de l'association des maires de France[84]
- Michel Brille, orateur et secrétaire général du cours d'orateurs parisien[85], délégué à la propagande de l'Alliance démocratique en 1933, élu député en 1936
- Jacques Bourin, orateur et chef du service du cinéma ambulant du CPRN, congédié après qu'il se fut présenté aux législatives de 1932 à Châteauroux sans l'aval du Centre et contre un autre candidat républicain national. Il attaqua ensuite Kerillis en justice, sans succès[86].
- Jacques Romazzotti, orateur, animateur d'un cours d'orateurs pour débutants avec Albert Naud en 1936, élu conseiller municipal de Paris du 16e arrondissement en 1935 avec l'investiture de la Fédération républicaine. Ancien capitaine de cavalerie, décoré de la croix de guerre, il reste conseiller municipal de Paris (syndic) sous l'Occupation jusqu'à la Libération[87]
- Paul Goualard, orateur, directeur du cours d'orateurs de Versailles en 1936, professeur agrégé au lycée Montaigne de Paris[88]
- Eugène Mittler, cadre du CPRN, journaliste, candidat aux législatives en 1924, en 1928 (à Orange contre Édouard Daladier). Ancien de la Ligue des chefs de section comme Kerillis, venu de la gauche, il a été secrétaire général du parti Démocratie nouvelle de 1919 à 1921. Né en 1882, Mittler a mené une activité de journaliste et de militant avant la guerre; il fut candidat radical aux municipales de 1908 puis candidat socialiste aux législatives de 1913[89]
- Jean Guérard, orateur, candidat aux élections municipales de Paris en 1935, investi par la Fédération républicaine[90]
- Jacques de Menditte, futur sénateur de la IVe République
- Jean-Paul Palewski, avocat, conseiller juridique en 1936 de la Fédération des périodiques républicains nationaux et militant du CPRN, futur député de la IVe et de la Ve République[91]
- Jacques Ploncard d'Assac[réf. nécessaire]

### Animateurs provinciaux
Ils sont présentés notamment dans la « page du Centre de propagande » publiée par L’Écho de Paris. Les orateurs de province se sont réunis en congrès: congrès parisien en 1930, congrès trimestriels à Paris en 1934, ou congrès régionaux, comme en 1934 à Lyon ou l'année suivante à Bordeaux.
Parmi les animateurs, on relève :
- Pierre Pitois, secrétaire général de l'Alliance républicaine de la Marne, élu député en 1936
- Henri Becquart, du Nord, chef départemental des Jeunesses patriotes[95], élu député en 1936
- Marcel Didier, directeur du Centre de propagande de Lyon, constitué en mars 1931, secrétaire de la Fédération des cours d'orateurs et de documentation, lié aux Jeunesses patriotes; il a été le président des Jeunesses patriotes du Lyonnais à partir d'août 1929. Il est le beau-frère de Georges Riond. Sous l'Occupation, il sera chargé de mission au secrétariat d'État à la jeunesse, inspecteur général à la jeunesse puis délégué général en 1941 du secrétariat général à la jeunesse pour la zone occupée[96]
- Georges Riond, directeur de l'hebdomadaire Pays de Savoie (1932-1936), animateur du CPRN de Chambéry et du groupement républicain savoyard, issu des Jeunesses patriotes, ancien militant des JP à Lyon, candidat aux législatives contre Pierre Cot en 1936, secrétaire de la Fédération des périodiques républicains-nationaux, fondée en 1933[97]
- Raymond Gillet, directeur du CPRN de Dijon et de Documents, organe mensuel de liaison et de documentation du Centre interdépartemental de propagande (1932), secrétaire général du quotidien dijonnais Le Bien public et président de la Fédération des périodiques républicains nationaux[98]
- Paul Vanhoutte, d'Hazebrouck, de l'Entente républicaine, affiliée à la Fédération républicaine, président à partir de 1935 de la section du Nord des Jeunesses de la Fédération républicaine et vice-président des Jeunesses à l'échelle nationale[99]
- Dupont-Huin, d'Orléans, chef des Jeunesses patriotes du Loiret, membre de la Fédération républicaine, directeur de l'hebdomadaire Le Petit Orléanais[100]
- Baron Fernand d'Huart, maître de forge, chef des Jeunesses patriotes du Nord de la Meurthe-et-Moselle[101]
- Joseph Le Bourva, fondateur et animateur du CPRN d'Amiens, dès 1926, délégué de la Somme de la Ligue des patriotes puis membre du comité directeur de cette ligue en 1932[102]
- Bernard de Coral, président du comité du CPRN des Basses-Pyrénées, élu député en 1935[103]
- Ginouvier, du Havre, avocat, président du comité local[104]
- commandant Bouchacourt, président du comité départemental de la Nièvre, constitué en 1927[105]
- Étienne Bourrut Lacouture (1894-1959), avocat, animateur du comité de Rennes du CPRN constitué en 1933, militant des Jeunesses patriotes, ancien candidat de la Fédération républicaine aux législatives en 1928 à Rennes, figure du groupe départemental de l'Ille-et-Vilaine de l'Union nationale des combattants (UNC), membre des Croix-de-Feu dès 1928 puis du Parti social français[106]
- Jean-Charles Kieffer, avocat à Nantes depuis 1930, du Centre de propagande de Loire-Inférieure lié aux Jeunesses patriotes, délégué régional des JP, vice-président de la Fédération des cours d'orateurs et de documentation[107]
- Daniel Lawton, Daniel Blanchi, Jacques Calvet, Pierre et Louis Maurange (directeur en 1936), Me Yves Nicolaï[108], du comité de propagande de Bordeaux, constitué en novembre 1931[109]
- Louis Toupiolle, de Grandvilliers (Oise), secrétaire général du mensuel Entente républicaine, conseiller d'arrondissement[110].
- Maurice François-Brajon, de Raon-l'Étape (Vosges), administrateur et rédacteur du Messager vosgien, animateur avec l’avocat nancéien Adrien Sadoul de l’Union des républicains du canton de Raon-l'Étape (groupement fondé par le député décédé Constant Verlot), conseiller municipal et candidat aux élections cantonales de 1937[111]
- Jean Vilmain, de Rambervillers (Vosges), industriel, futur président du conseil général des Vosges de 1953 à 1976 et président du conseil régional de 1974 à 1976[112]
- Raymond Hébert, de l'Eure, ancien  délégué régional de la Ligue des patriotes dans les années 1920[113]
- Albert Fournier, directeur de l'hebdomadaire La Liberté de l'Ain[114]
- Achille Bertrand, de Laon, candidat malheureux du Parti démocrate populaire (PDP) aux élections législatives de 1936[115]
- Marc de Vivié-Régié, d'Albi[116]
- Étienne Peille, avocat, directeur du Centre de Toulouse, constitué en 1936, président de la section de la Haute-Garonne de la Fédération républicaine, candidat aux législatives de 1936 à Villefranche-de-Lauragais[117]